# 8. pr. Kr.
◄ | 2. stoljeće pr. Kr. | 1. stoljeće pr. Kr. | 1. stoljeće | ►
◄ | 30-ih pr. Kr. | 20-ih pr. Kr. | 10-ih pr. Kr. | 0-ih pr. Kr. | 0-ih | 10-ih | 20-ih | ►
◄◄ | ◄ | 11. pr. Kr. | 10. pr. Kr. | 9. pr. Kr. | 8 pr. Kr. | 7. pr. Kr. | 6. pr. Kr. | 5. pr. Kr. | ► | ►►
Astronomija

## Smrti
- 27. studenog – Horacije, rimski pjesnik i satiričar (* 65. pr. Kr.)

## Vanjske poveznice
|  | Zajednički poslužitelj ima još gradiva o temi 8. pr. Kr. |